# Crudosilis rugimana
Crudosilis rugimana là một loài bọ cánh cứng trong họ Cantharidae. Loài này được Kasantsev miêu tả khoa học năm 1995.